# 双峰乡 (南部县)
双峰乡，是中华人民共和国四川省南充市南部县下辖的一个乡镇级行政单位。

## 行政区划
双峰乡下辖以下地区：
寨山村、蒲家岸村、柳树坪村、曹家窝村、龙马镇村、青龙宫村、麻溪寺村、黄莲嘴村、张家河村、李家坝村、九家街村、园柏树村、胖土地村和陈家沟村。